# Comuna Hăghig, Covasna

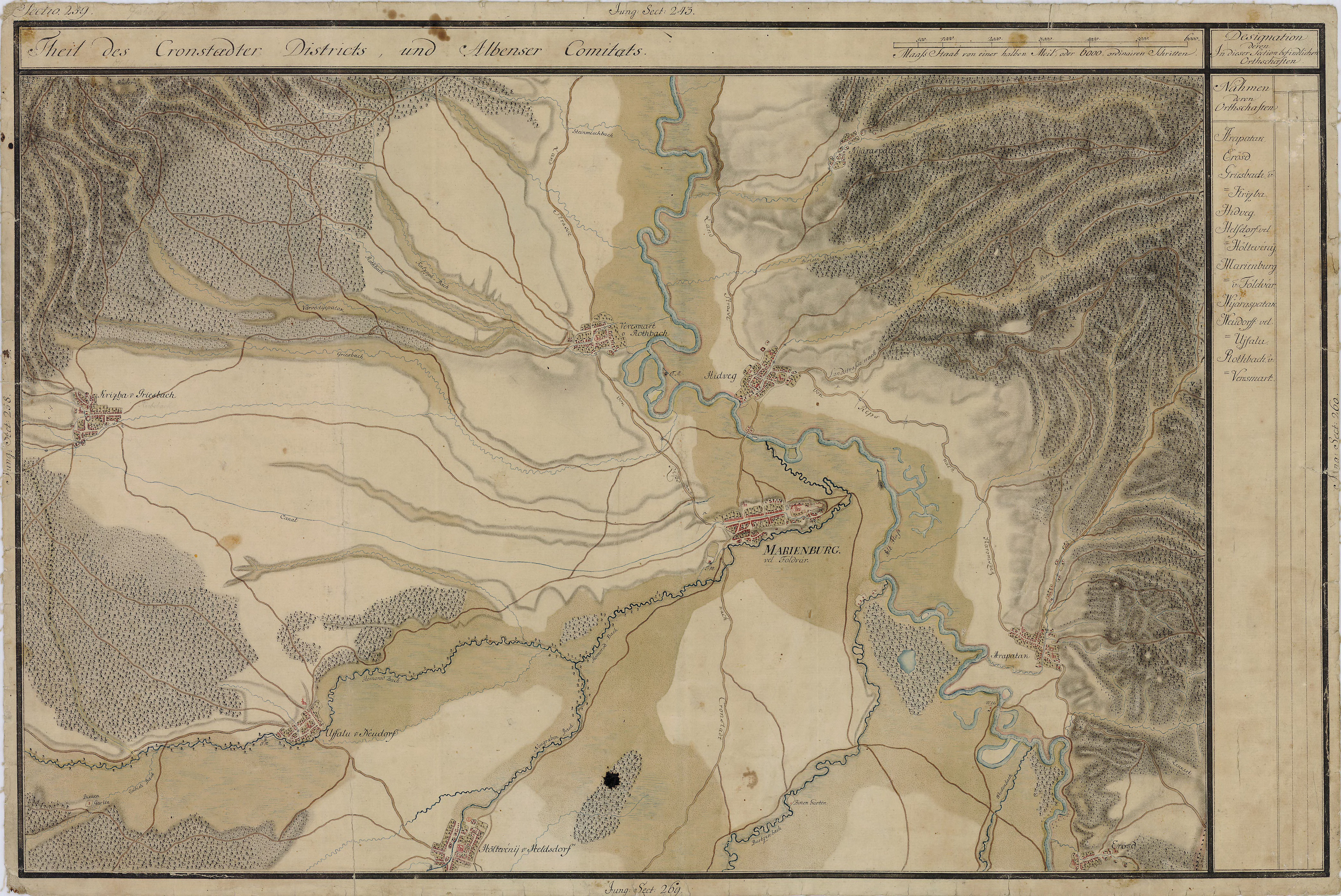
Hăghig în Harta Iosefină a Transilvaniei, 1769-1773

Hăghig, mai demult Heghig, Haghig, Higic (în maghiară Hídvég, în dialectul săsesc Firstenbrich, în germană Fürstenberg, Fürstenburg) este o comună în județul Covasna, Transilvania, România, formată din satele Hăghig (reședința) și Iarăș.

## Clădiri istorice
- Castelul Nemes, construit în sec. XVIII - XIX, clădire care este monument istoric (CV-II-a-B-13221)

## Demografie
Componența etnică a comunei Hăghig
     Români (44,76%)
     Romi (31,76%)
     Maghiari (18,71%)
     Alte etnii (0%)
     Necunoscută (4,77%)
Componența confesională a comunei Hăghig
     Ortodocși (50,68%)
     Reformați (14,99%)
     Penticostali (14,23%)
     Adventiști (7,69%)
     Romano-catolici (4,65%)
     Alte religii (2,83%)
     Necunoscută (4,94%)
Conform recensământului efectuat în 2021, populația comunei Hăghig se ridică la 2.368 de locuitori, în creștere față de recensământul anterior din 2011, când fuseseră înregistrați 2.315 locuitori. Cei mai mulți locuitori sunt români (44,76%), cu minorități de romi (31,76%) și maghiari (18,71%), iar pentru 4,77% nu se cunoaște apartenența etnică. Din punct de vedere confesional, majoritatea locuitorilor sunt ortodocși (50,68%), cu minorități de reformați (14,99%), penticostali (14,23%), adventiști (7,69%) și romano-catolici (4,65%), iar pentru 4,94% nu se cunoaște apartenența confesională.

## Politică și administrație
Comuna Hăghig este administrată de un primar și un consiliu local compus din 11 consilieri. Primarul, Alexandru Cucu[*], de la Partidul Social Democrat, este în funcție din 2008. Începând cu alegerile locale din 2024, consiliul local are următoarea componență pe partide politice:
|  | Partid                                 | Consilieri | Componența Consiliului | Componența Consiliului | Componența Consiliului | Componența Consiliului |
|  | -------------------------------------- | ---------- | ---------------------- | ---------------------- | ---------------------- | ---------------------- |
|  | Partidul Social Democrat               | 4          |                        |                        |                        |                        |
|  | Alianța pentru Unirea Românilor        | 2          |                        |                        |                        |                        |
|  | Partidul Național Liberal              | 2          |                        |                        |                        |                        |
|  | Uniunea Democrată Maghiară din România | 1          |                        |                        |                        |                        |
|  | Partidul Mișcarea România Suverană     | 1          |                        |                        |                        |                        |
|  | Alianța Național Țărănistă             | 1          |                        |                        |                        |                        |